# Psikoza
-Psikoza (-aluloza, -ribo-2-heksuloza, 612O6) je nisko energetski monosaharidni šećer. Ona je C-3 epimer -fruktoze. Prisutna je u malim količinama u agrikulturnim proizvodima i komercijalno se pripremljenim karbohidratnim kompleksima. Ona se smatra retkim šećerom jer neznatno rasprostranjena u prirodi, a o kad se nađe prisutan je u malim količinama. -Psikoza proizvodi samo 0,3% metaboličke energije ekvivalentne količine saharoze. Njeno ime je izvedeno iz antibiotika psikofuranin, iz kojeg se može izolovati.

## Literatura
- Robyt, John F. (1997). Essentials of Carbohydrate Chemistry (1. изд.). Springer. ISBN 978-0-387-94951-2.
- Lindhorst, Thisbe K. (2007). Essentials of Carbohydrate Chemistry and Biochemistry (1. изд.). Wiley-VCH. ISBN 978-3-527-31528-4.

## Spoljašnje veze
- Centar za istraživanje retkih šećera Архивирано на веб-сајту  (30. јануар 2021)